# Diodorina insueta
Diodorina insueta är en fjärilsart som beskrevs av Sergius G. Kiriakoff 1965. Diodorina insueta ingår i släktet Diodorina och familjen tandspinnare. Inga underarter finns listade i Catalogue of Life.